# Heteroptera
Los heterópteros (Heteroptera, del griego 'ἕτερος, heteros: "desigual", "diferente" o "dispar" y πτερόν, pterón: "ala") son un grupo de insectos del orden hemípteros, con cerca de 40 000 especies. Su nombre alude a que la mayoría de las especies tienen las alas anteriores parcialmente endurecidas (hemiélitros), con la parte basal dura y la apical membranosa; los miembros del primitivo infraorden Enicocephalomorpha tienen alas completamente membranosas.
Su categoría taxonómica es discutida; en muchas clasificaciones aparecen como un suborden de Hemiptera, pero también son considerados como un clado sin categoría taxonómica dentro del suborden Prosorrhyncha. En cualquier caso, hay acuerdo en que los heterópteros son un grupo monofilético.
Los infraórdenes Gerromorpha y Nepomorpha contienen muchos de los miembros acuáticos y semiacuáticos, mientras todos los grupos restantes que son comunes y familiares están en los infraórdenes Cimicomorpha y Pentatomomorpha.

## Anatomía
Como todos los insectos, las chinches constan de tres secciones corporales, que a su vez se componen de tres o más segmentos individuales: cabeza, tórax y abdomen.

### Cabeza

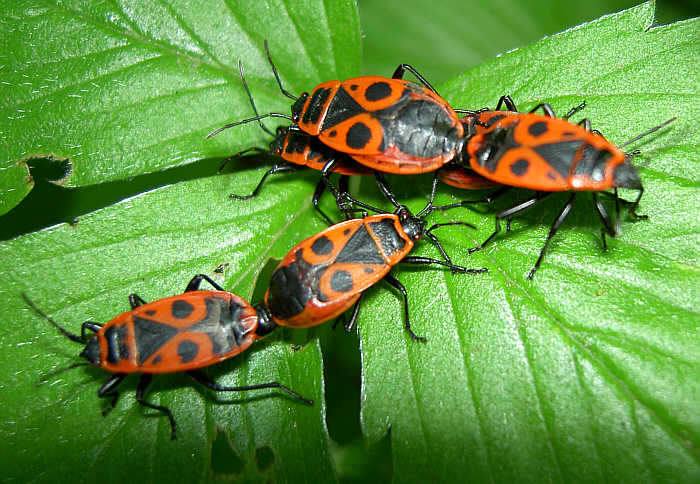
Apareamiento de chinches de fuego comunes (Pyrrhocoris apterus).

Todos los grupos de estos insectos se caracterizan por una trompa. Esta no se desplaza a la garganta o al pecho, como ocurre con las cigarras (Auchenorrhyncha) y los piojos de las plantas (Sternorrhyncha), sino que se sitúa directamente en la zona de la cabeza. En la cabeza suele haber antenas simples o antenas de cuatro partes. En algunas especies, como las chinches terrestres (Lygaeidae) y las chinches  Cydnidae, a menudo hay piezas intermedias alargadas entre las extremidades antenales, que simulan extremidades reales. En la zona de la coronilla entre los ojos compuestos se encuentran ojos individuales (ocelos), que en algunas familias pueden faltar. En el medio, delante de los ojos compuestos y de la frente, se encuentra el callo de la frente (clípeo). Está flanqueado a ambos lados por las mejillas (Paraclypei). En la parte inferior de la cabeza se encuentran las placas de las mejillas (búculas), que a menudo forman un surco longitudinal, con la base de las piezas bucales, que forman un tronco (tribuna). El aparato bucal perforador-succionador consta de un tubo de tres o cuatro partes (labium, labio inferior), que tiene una estrecha ranura longitudinal en la parte superior. Este está cubierto en la base por el exterior por el labio superior (labrum). A ambos lados hay cerdas urticantes (mandíbulas), que tienen dientes afilados en las puntas y se utilizan para perforar pequeños agujeros en plantas o animales de presa. Las mandíbulas rodean los maxilares, que a su vez rodean dos canales: un canal alimentario y un canal salival.

### Tórax
La sección torácica (tórax) se divide en tres segmentos: protórax, meso y metatórax. Cada uno de estos segmentos soporta un par de patas. La parte posterior del protórax se llama pronoto. La parte dorsal del mesotórax se llama escutelo. Ambos elementos suelen estar diseñados de forma muy diferente en las distintas familias de errores. En algunas especies, por ejemplo en las chinches escudo, el escudo puede extenderse más allá de las alas hasta la punta del abdomen. Las secciones correspondientes del tórax en el lado ventral se denominan prosternum, mesosternum y metasternum; las propleuras, meso y metapleuras laterales. Las metapleuras tienen las aberturas de las glándulas odoríferas características de los insectos, así como un par de aberturas para respirar (espirales). El meso y el metatórax son los elementos que sostienen las alas. Las alas anteriores están parcialmente endurecidas (esclerotizadas), hasta dos tercios, y constan de una zona frontal dura (corium) y una membrana trasera. En este caso se refieren como semitechos. En el interior del corion hay un área llamada clave. Las alas traseras siempre son completamente membranosas, pero también pueden faltar. La estructura de las patas sigue el patrón de las extremidades de los insectos. Están formados por la cadera (coxa), el anillo femoral (trocánter), el muslo (fémur), la férula (tibia) y la pata (tarso). La pata tiene garras, solapas adhesivas y pelos en la punta. En adaptación a su estilo de vida específico, las piernas pueden transformarse en piernas para correr, saltar, atrapar o nadar.

### Abdomen

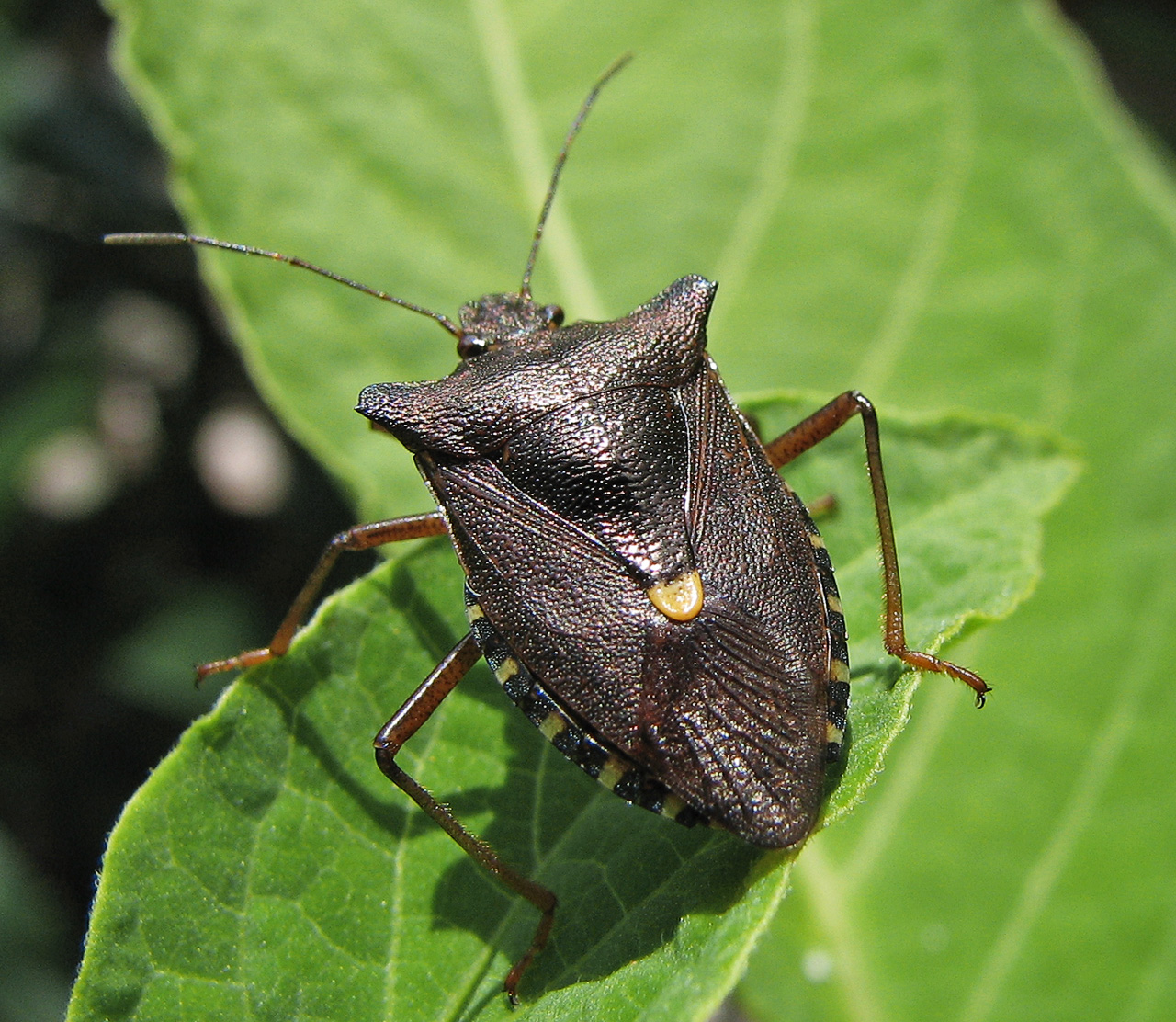
Chinche apestosa de patas rojas (Pentatoma rufipes)

El abdomen de los insectos consta de once segmentos, así como la sección final no segmentaria del telson. Los segmentos están más o menos aplanados. Forman el tergum o los tergitos individuales en el dorso (dorsal) y el esternón o los esternitos individuales en el lado ventral (ventral). Los tergitos y esternitos sólidos están conectados entre sí mediante películas intersegmentarias estirables. Las partes laterales de los segmentos, las conexivas, se forman a partir de latertergitos dorsal y ventral (es decir, escleritos derivados del tergo). Pueden ser muy amplios. Su formación y patrones de color suelen ser relevantes para el propósito previsto. En los machos, el noveno segmento lleva los órganos sexuales, que en las hembras se distribuyen en el octavo y noveno segmento. Las aberturas respiratorias (espirales) se encuentran en determinados segmentos. Como regla general, se forman ocho pares en los segmentos abdominales anteriores. En los insectos terrestres, las aberturas respiratorias están equipadas con un aparato de cierre con sus propios músculos.

## Nutrición

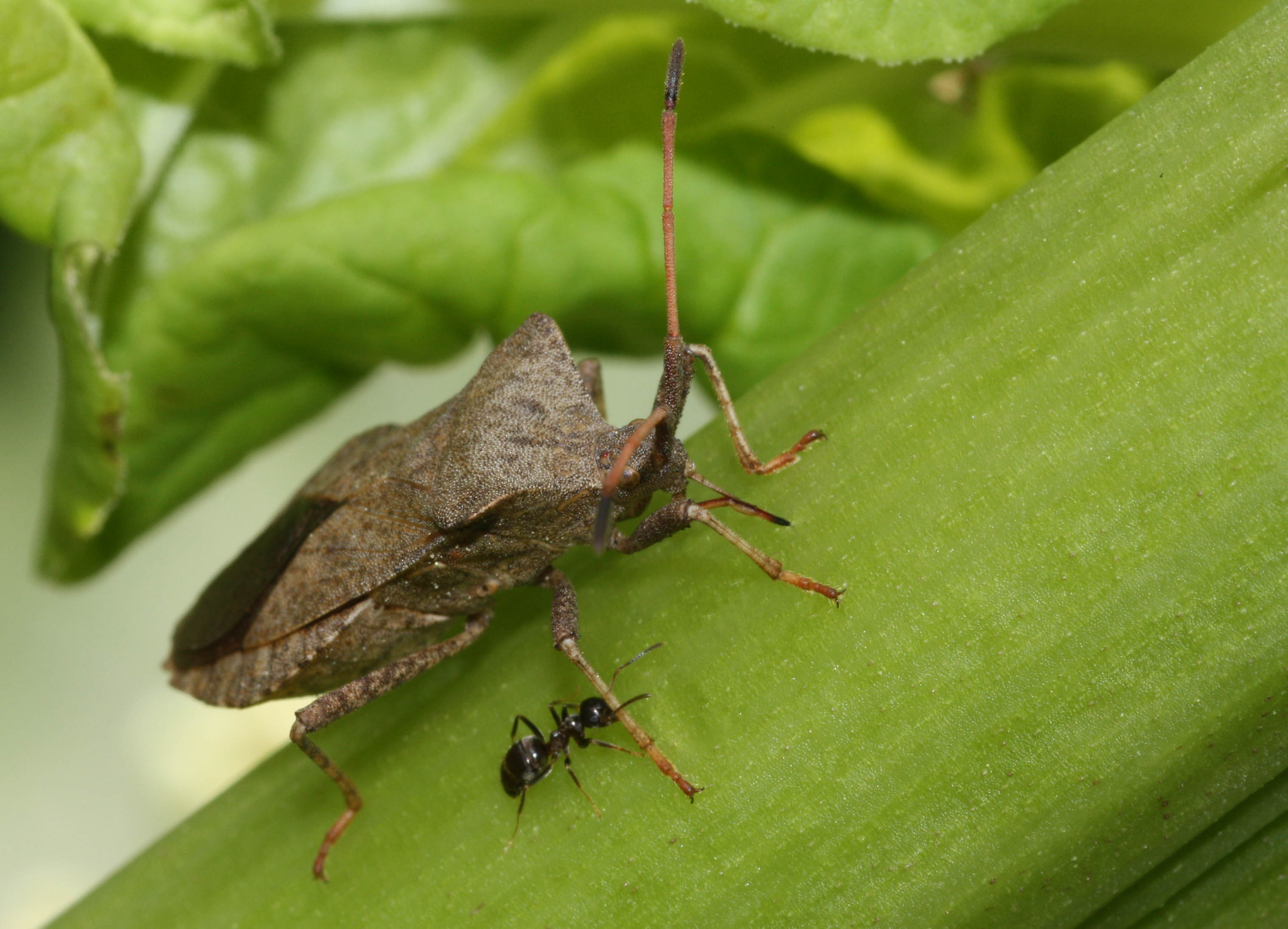
El insecto del cuero chupa un ruibarbo.

Las chinches son principalmente chupadoras de savia de plantas. Sin embargo, también existen una serie de especies depredadoras o ectoparásitos que chupan sangre, como la chinche Cimex lectularius.

## Reproducción y desarrollo

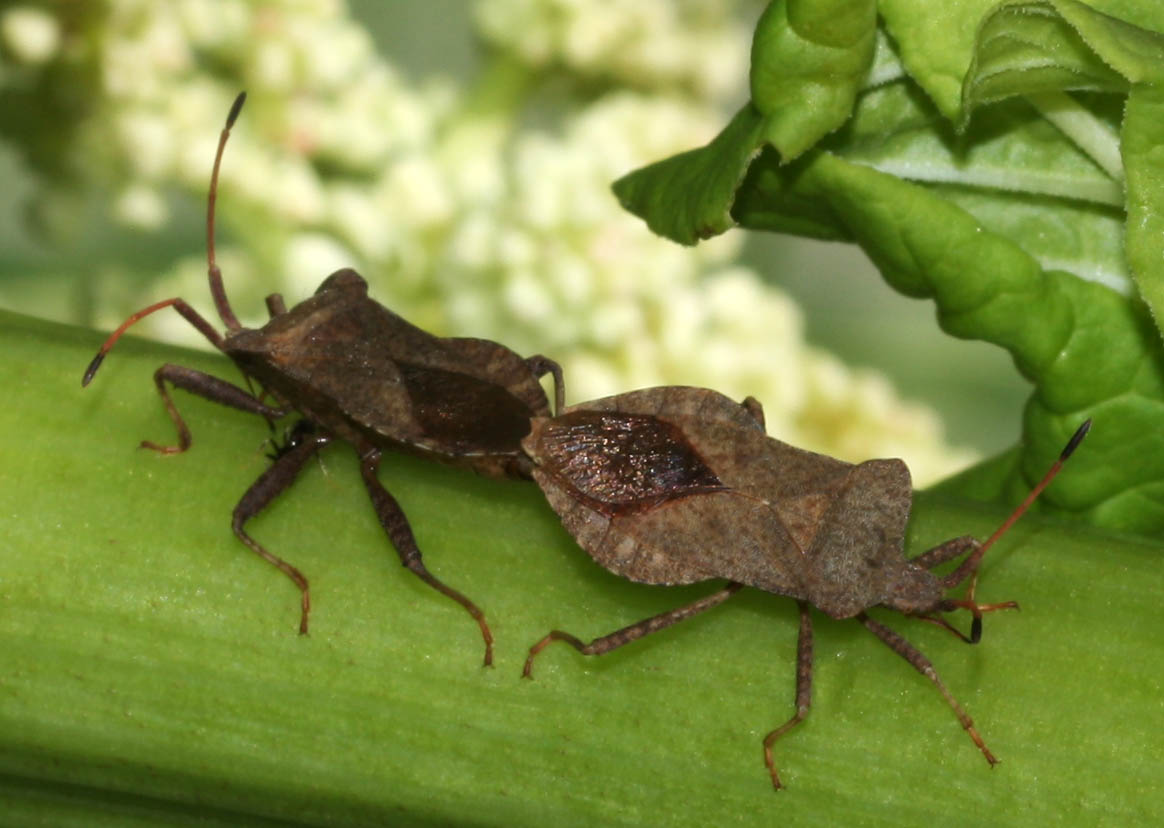
Apareamiento de chinches del cuero (Coreus marginatus).

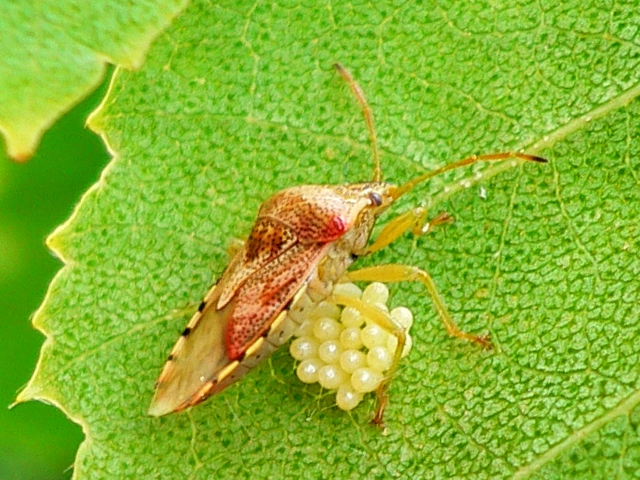
Elasmucha grisea cuida las nidadas y las crias.

Las diferentes especies de insectos se aparean de diferentes maneras. El más inusual es el de las chinches, donde el macho ataca a la hembra sin ningún comportamiento de cortejo e inmediatamente se aparea. Las chinches falciformes se posan sobre la hembra durante horas, agarrándola con las patas. Muchas chinches hediondas (Pentatomidae), chinches de fuego (Pyrrhocoridae), chinches de borde (Coreidae) y zancudas (Berytidae) se aparean abdomen con abdomen . Los chinches Tingidae se sientan en ángulo recto entre sí. En las chinches, el macho se sienta entre las hembras.
Las hembras de varias especies de chinches tienen un ovipositor bien desarrollado. Luego, los huevos se perforan en el suelo o en partes de las plantas. Muchas especies, por el contrario, sólo tienen un ovipositor muy reducido. Estas especies entierran los huevos o los adhieren a partes de las plantas, por ejemplo, en grupos de normalmente de 20 a 30 huevos. Las hembras de la chinche del Mediterráneo Phyllomorpha laciniata suelen pegar sus huevos en las alas de los machos. Las hembras de algunas especies añaden bolas especiales a los paquetes de huevos que contienen bacterias simbióticas. Las ninfas recién nacidas, por ejemplo de la chinche Coptosoma scutellatum, las chupan. Se almacenan en una sección especial del intestino medio. Varias especies de chinches cuidan de sus crías, por ejemplo la chinche manchada (Elasmucha grisea). Los huevos son custodiados por las madres hasta que las crías eclosionan y durante algún tiempo después y se cubren temporalmente con sus cuerpos. En el caso del insecto depredador tropical Triatoma flavida, los animales jóvenes se alimentan de la madre. Cuando se ven amenazadas, las ninfas giran la parte posterior del abdomen con sus glándulas odoríferas hacia el atacante.

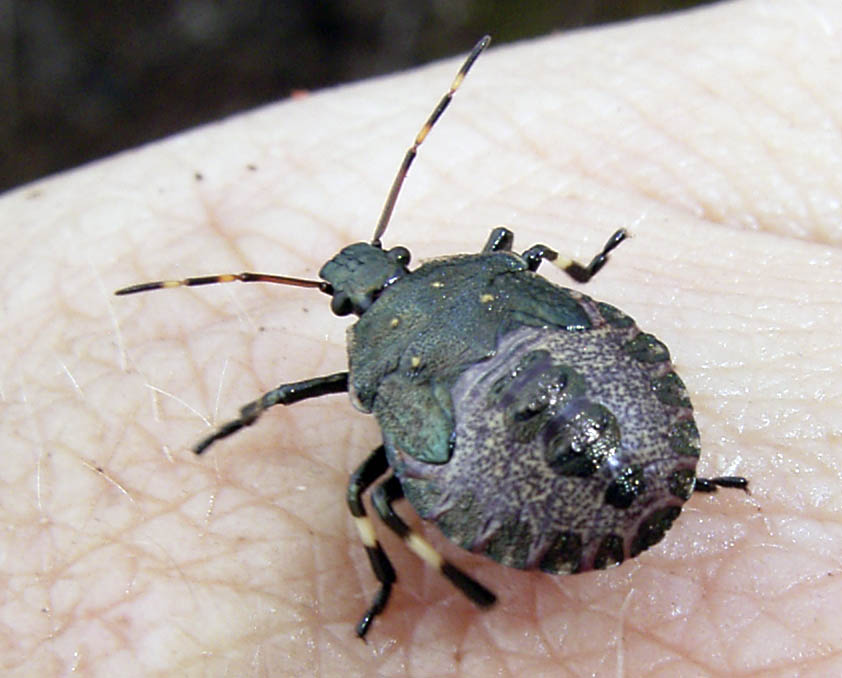
Ninfa del insecto bicornio (Picromerus bidens).

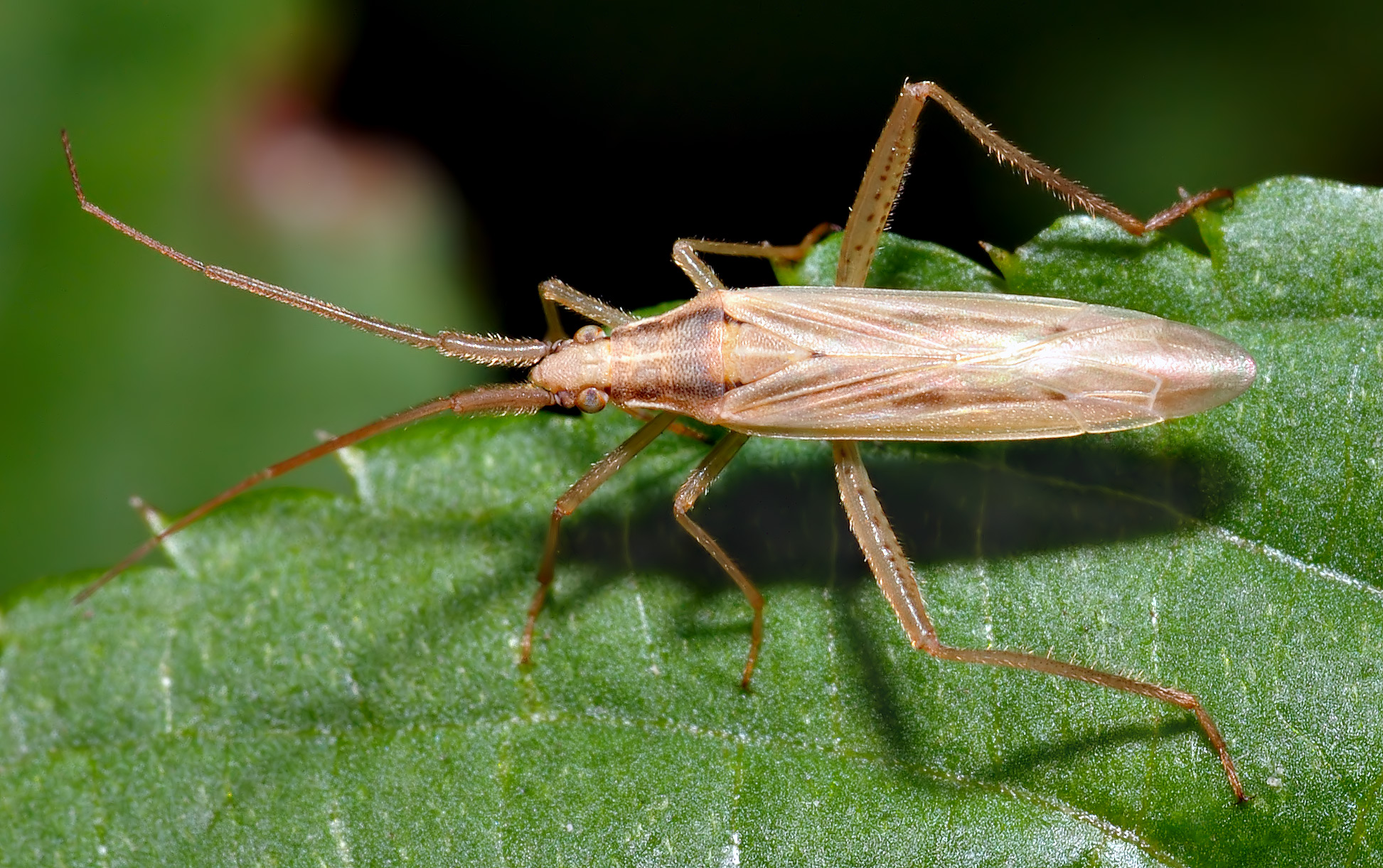
El insecto blando Stenodema laevigata.

Cuando se desarrollan de embrión a adulto (imago), las chinches suelen pasar por cinco estadios ninfales separados por mudas sin estadio de pupa. Esto significa que las chinches son hemimetábolas. Las ninfas gradualmente se parecen cada vez más al animal adulto.

## Distribución y hábitat
Las chinches están muy extendidas en todo el mundo. Apenas existen hábitats en los que no existan chinches. Las especies individuales pueden tener diferentes requisitos de ubicación. En general, la mayoría de las especies de insectos son amantes del calor y la sequía (xerotermófilos). Algunas especies prefieren lugares más húmedos (higrófilos), otras viven en pantanos (tirfófilos), en hábitats arenosos (psammófilos) o en hábitats salados (halófilos). También hay especies acuáticas que viven en el agua y especies epineústicas que existen en la superficie del agua. Algunas especies de la familia Sandpiper (Halobatinae), género Halobates, son los únicos insectos que incluso viven permanentemente en mar abierto.

## Clasificación
Los heterópteros han sido considerados como un orden de insectos prácticamente desde su descripción, en 1810, por Latreille; en los últimos años, y tras la redefinición del concepto de "hemíptero", han sido relegados a un rango taxonómico inferior (suborden o menos); no obstante, muchos artículos aún los tratan como un orden.
Según la sistemática cladística, tanto basada en datos morfológicos como en datos moleculares, los heterópteros forman un clado, siendo por tanto monofiléticos, mientras que los hemípteros no heterópteros (antiguos homópteros) son claramente parafiléticos, como puede comprobarse en el siguiente cladograma, basado en Sorensen et. al.:
|               | Archaeorrhyncha                                                 |
|               |                                                                 |
| Prosorrhyncha | \| \| Peloridiomorpha \| \| \| \| \| \| Heteroptera \| \| \| \| |
|               | \| \| Peloridiomorpha \| \| \| \| \| \| Heteroptera \| \| \| \| |
|               | Peloridiomorpha                                                 |
|               |                                                                 |
|               | Heteroptera                                                     |
|               |                                                                 |

|  | Peloridiomorpha |
|  |                 |
|  | Heteroptera     |
|  |                 |

|               | Archaeorrhyncha                                                 |
|               |                                                                 |
| Prosorrhyncha | \| \| Peloridiomorpha \| \| \| \| \| \| Heteroptera \| \| \| \| |
|               | \| \| Peloridiomorpha \| \| \| \| \| \| Heteroptera \| \| \| \| |
|               | Peloridiomorpha                                                 |
|               |                                                                 |
|               | Heteroptera                                                     |
|               |                                                                 |

|  | Peloridiomorpha |
|  |                 |
|  | Heteroptera     |
|  |                 |

|               | Archaeorrhyncha                                                 |
|               |                                                                 |
| Prosorrhyncha | \| \| Peloridiomorpha \| \| \| \| \| \| Heteroptera \| \| \| \| |
|               | \| \| Peloridiomorpha \| \| \| \| \| \| Heteroptera \| \| \| \| |
|               | Peloridiomorpha                                                 |
|               |                                                                 |
|               | Heteroptera                                                     |
|               |                                                                 |

|  | Peloridiomorpha |
|  |                 |
|  | Heteroptera     |
|  |                 |

|               | Archaeorrhyncha                                                 |
|               |                                                                 |
| Prosorrhyncha | \| \| Peloridiomorpha \| \| \| \| \| \| Heteroptera \| \| \| \| |
|               | \| \| Peloridiomorpha \| \| \| \| \| \| Heteroptera \| \| \| \| |
|               | Peloridiomorpha                                                 |
|               |                                                                 |
|               | Heteroptera                                                     |
|               |                                                                 |

|  | Peloridiomorpha |
|  |                 |
|  | Heteroptera     |
|  |                 |

|               | Archaeorrhyncha                                                 |
|               |                                                                 |
| Prosorrhyncha | \| \| Peloridiomorpha \| \| \| \| \| \| Heteroptera \| \| \| \| |
|               | \| \| Peloridiomorpha \| \| \| \| \| \| Heteroptera \| \| \| \| |
|               | Peloridiomorpha                                                 |
|               |                                                                 |
|               | Heteroptera                                                     |
|               |                                                                 |

|  | Peloridiomorpha |
|  |                 |
|  | Heteroptera     |
|  |                 |

|               | Archaeorrhyncha                                                 |
|               |                                                                 |
| Prosorrhyncha | \| \| Peloridiomorpha \| \| \| \| \| \| Heteroptera \| \| \| \| |
|               | \| \| Peloridiomorpha \| \| \| \| \| \| Heteroptera \| \| \| \| |
|               | Peloridiomorpha                                                 |
|               |                                                                 |
|               | Heteroptera                                                     |
|               |                                                                 |

|  | Peloridiomorpha |
|  |                 |
|  | Heteroptera     |
|  |                 |

|               | Archaeorrhyncha                                                 |
|               |                                                                 |
| Prosorrhyncha | \| \| Peloridiomorpha \| \| \| \| \| \| Heteroptera \| \| \| \| |
|               | \| \| Peloridiomorpha \| \| \| \| \| \| Heteroptera \| \| \| \| |
|               | Peloridiomorpha                                                 |
|               |                                                                 |
|               | Heteroptera                                                     |
|               |                                                                 |

|  | Peloridiomorpha |
|  |                 |
|  | Heteroptera     |
|  |                 |

|               | Archaeorrhyncha                                                 |
|               |                                                                 |
| Prosorrhyncha | \| \| Peloridiomorpha \| \| \| \| \| \| Heteroptera \| \| \| \| |
|               | \| \| Peloridiomorpha \| \| \| \| \| \| Heteroptera \| \| \| \| |
|               | Peloridiomorpha                                                 |
|               |                                                                 |
|               | Heteroptera                                                     |
|               |                                                                 |

|  | Peloridiomorpha |
|  |                 |
|  | Heteroptera     |
|  |                 |

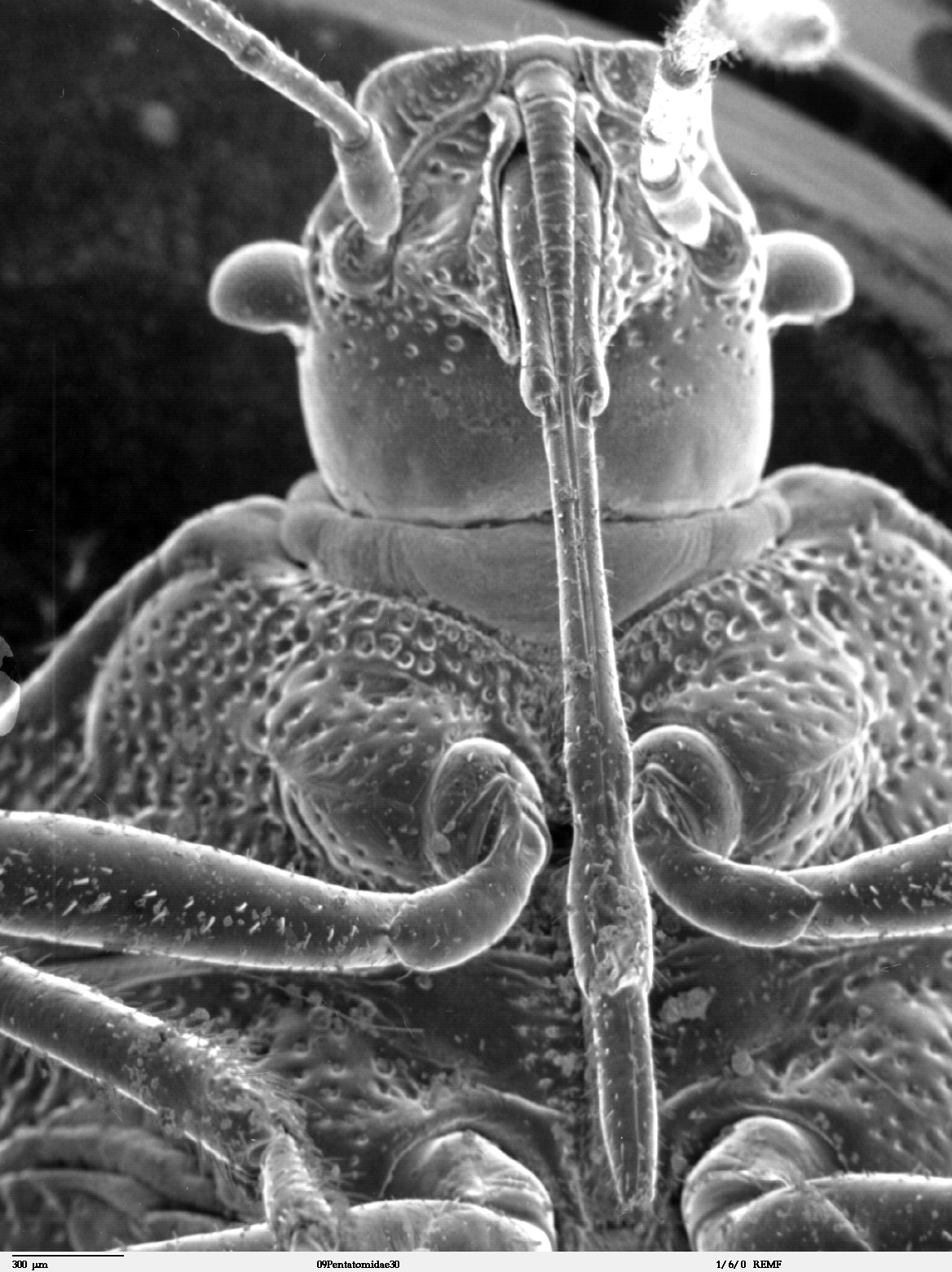
Aparato bucal (rostro) de un heteróptero.

A partir de este cladograma, se han propuesto dos clasificaciones distintas:
- Clasificación en un suborden: Peloridiomorpha + Heteroptera forman un suborden dentro del orden Hemiptera, denominado Prosorrhyncha; los hemípteros quedan como un clado sin categoría taxonómica, situado entre el suborden y el infraorden. Si esta clasificación acaba imponiéndose, el nombre Heteroptera dejará de usarse en un futuro próximo.

- Clasificación en dos subórdenes: Peloridiomorpha tiene categoría de suborden, con el nombre Coleorrhyncha, de manera que Heteroptera queda con igual rango (suborden); Prosorrhyncha queda como un clado sin rango taxonómico entre el orden y el suborden.

## Taxonomía

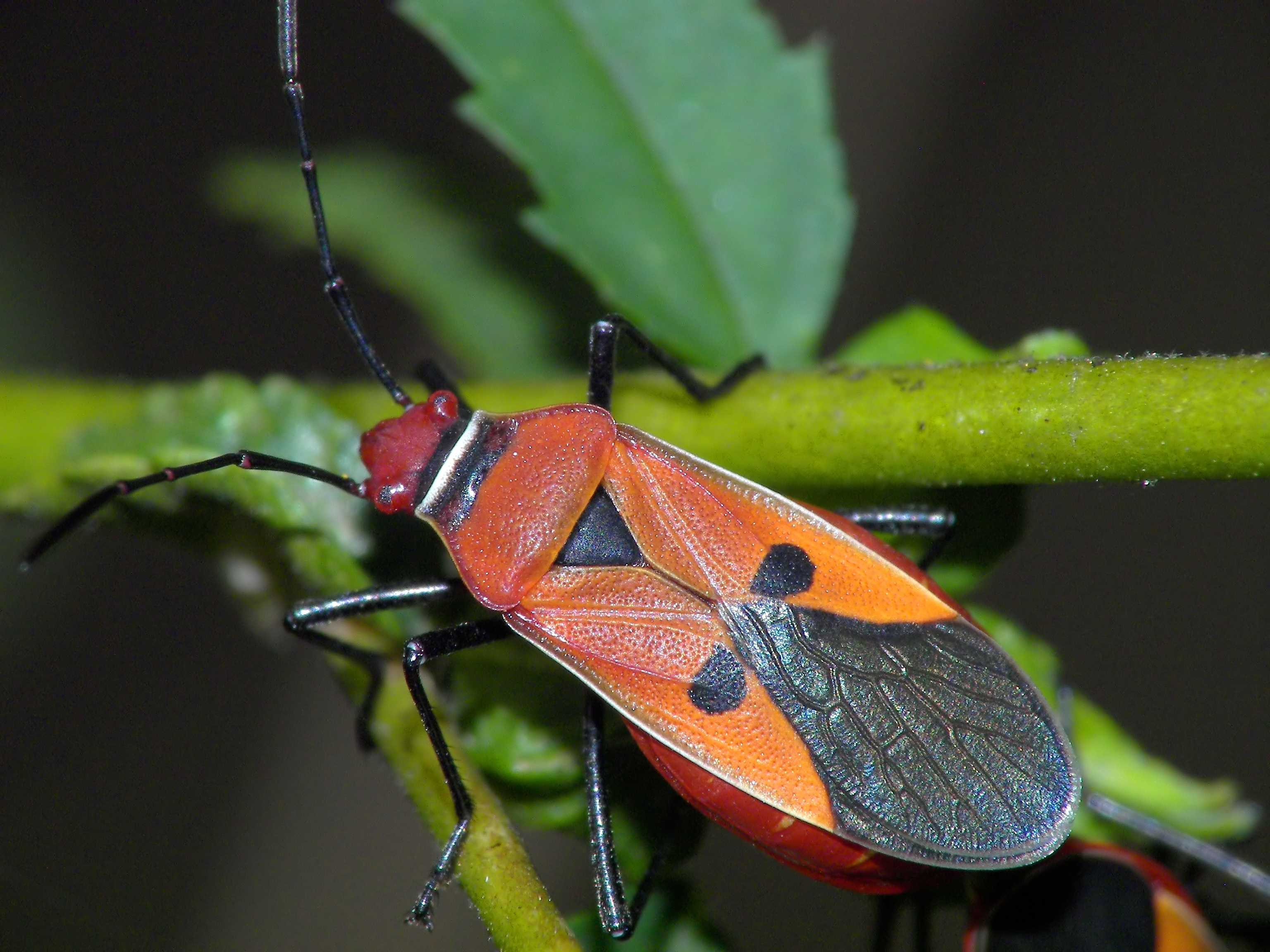
Pyrrhocoridae.

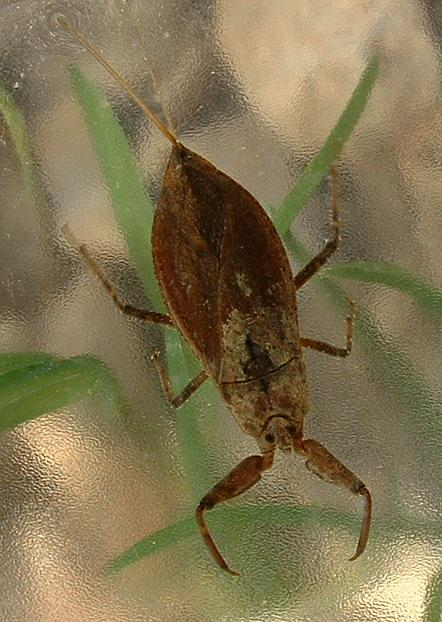
Nepidae.

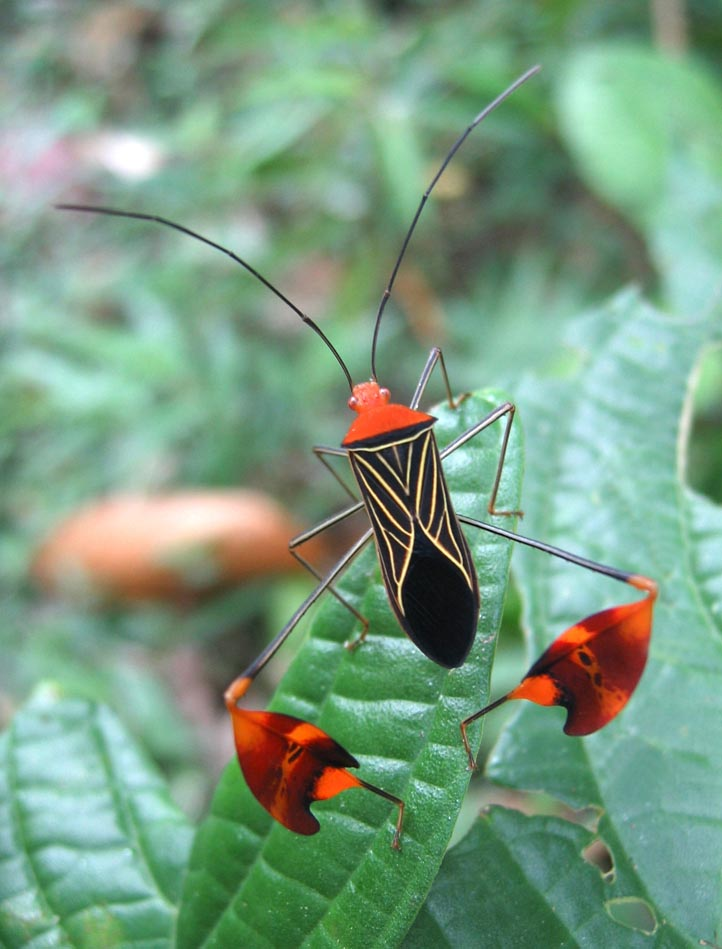
Coreidae.

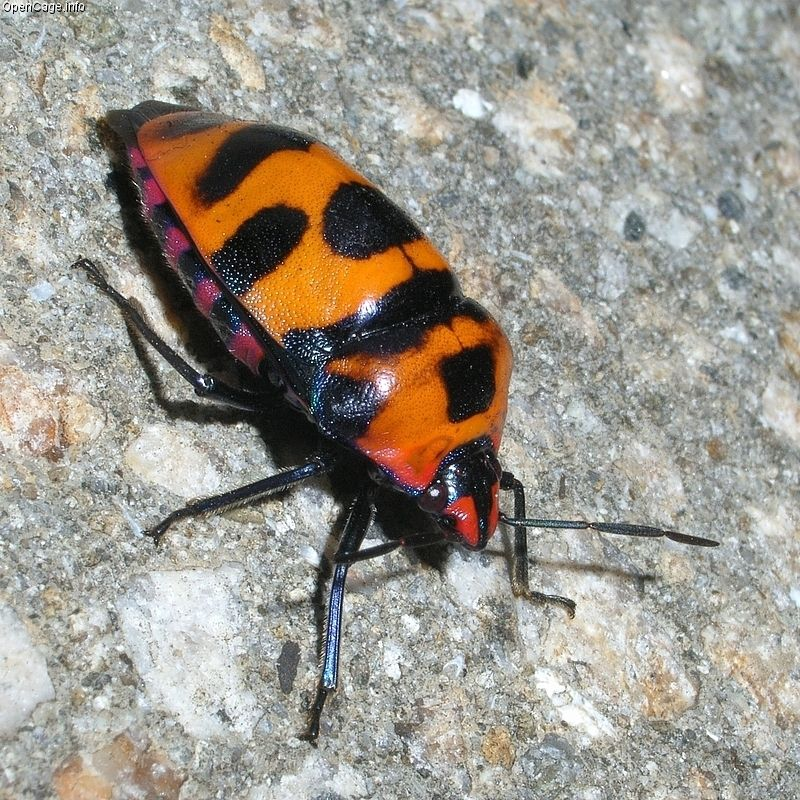
Scutelleridae.

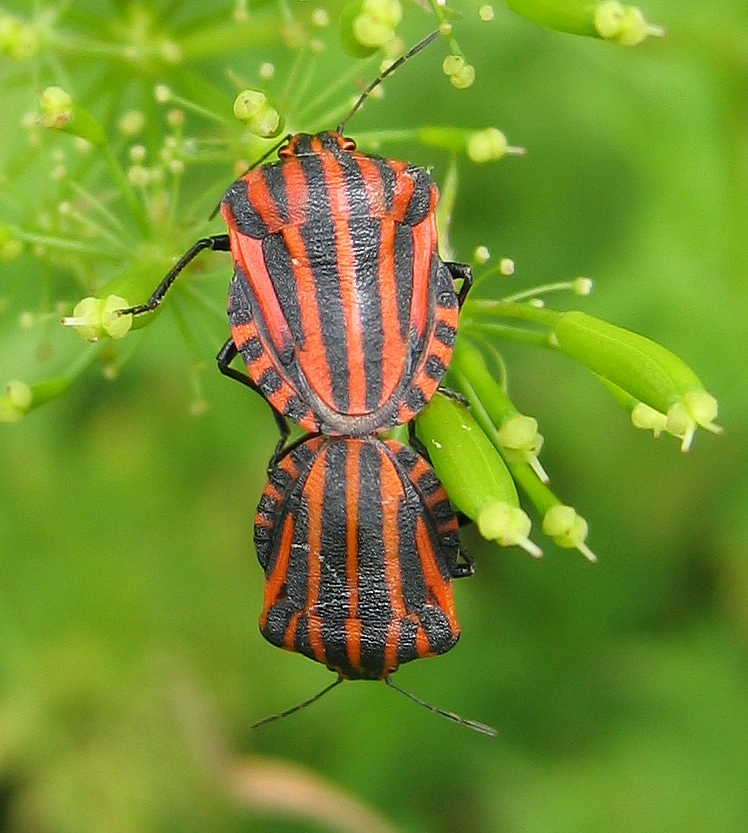
Pentatomidae.

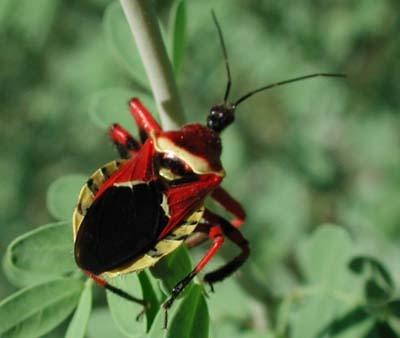
Reduviidae.

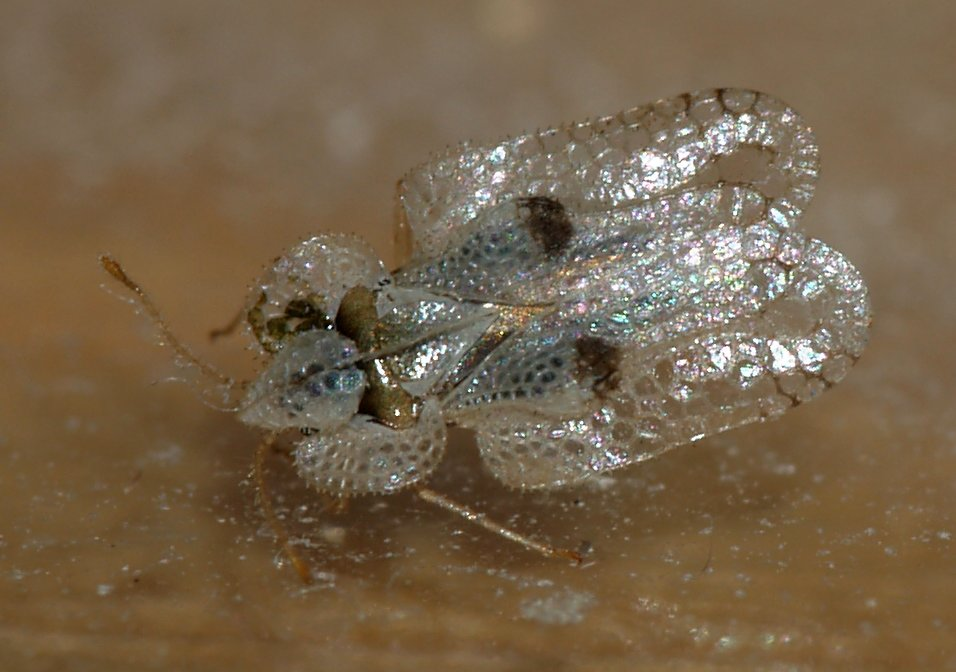
Tingidae.

Los heterópteros se subdividen en siete infraórdenes y numerosas familias:
Infraorden Enicocephalomorpha
- Familia Enicocephalidae
- Familia Aenictopecheidae

Infraorden Dipsocomorpha
- Familia Ceratocombidae
- Familia Dipsocoridae
- Familia Hypsipterygidae
- Familia Schizopteridae
- Familia Stemmocryptidae

Infraorden Gerromorpha
- Familia Mesoveliidae Douglas & Scott 1867
- Familia Hebridae Fieber 1851
- Familia Paraphrynovellidae
- Familia Macroveliidae
- Familia Hydrometridae Billberg 1820
- Familia Hermatobatidae
- Familia Veliidae Dohrn 1859
- Familia Gerridae Leach 1815

Infraorden Nepomorpha
- Familia Nepidae Latreille 1802
- Familia Belostomatidae
- Familia Ochteridae
- Familia Gelastocoridae
- Familia Corixidae Leach 1915
- Familia Aphelocheiridae Douglas & Scott 1865
- Familia Potamocoridae
- Familia Naucoridae Fallen 1814
- Familia Notonectidae Leach 1815
- Familia Pleidae Fieber 1851
- Familia Helotrephidae

Infraorden Leptopomorpha
- Familia Leptopodidae Costa 1847
- Familia Omaniidae
- Familia Aepophilidae
- Familia Saldidae

Infraorden Pentatomomorpha
- Superfamilia Aradoidea

- Familia Aradidae Costa 1843
- Familia Termitaphididae

- Superfamilia Coreoidea

- Familia Alydidae Dallas 1852
- Familia Coreidae Leach 1815
- Familia Hyocephalidae
- Familia Rhopalidae Amyot & Serville 1843
- Familia Stenocephalidae Dallas 1852

- Superfamilia Lygaeoidea

- Familia Berytidae Fieber 1851
- Familia Colobathristidae
- Familia Idiostolidae
- Familia Lygaeidae Schilling 1829
- Familia Malcidae
- Familia Piesmatidae Spinola 1850

- Superfamilia Pyrrhocoroidea

- Familia Largidae
- Familia Pyrrhocoridae Dohrn 1859

- Superfamilia Pentatomoidea

- Familia Urostylididae
- Familia Saileriolidae
- Familia Acanthosomatidae Stal 1865
- Familia Tessaratomatidae
- Familia Dinidoridae
- Familia Cydnidae Billberg 
- Familia Thaumastellidae
- Familia Corimelaenidae
- Familia Lestoniidae
- Familia Phloeidae
- Familia:Scutelleridae Leach 1815
- Familia Plataspididae Dallas
- Familia Pentatomidae Leach 1815
- Familia Canopidae
- Familia Megarididae

Infraorden Cimicomorpha
- Familia Pachynomidae
- Familia Reduviidae Latreille 1807
- Familia Velocipedidae
- Familia Microphysidae Dohrn 1859
- Familia Joppeicidae
- Familia Thaumastocoridae
- Familia Miridae Hann 1831
- Familia Tingidae Costa 1847
- Familia Medocostidae
- Familia Nabidae Costa 1855
- Familia Lasiochilidae
- Familia Plokiophilidae
- Familia Lyctocoridae
- Familia Anthocoridae Amyot & Serville 1843
- Familia Cimicidae Latreille 1804
- Familia Polyctenidae

## Evidencia fósil
Los fósiles más antiguos de este orden de insectos proceden del Pérmico. Los sedimentos de Lias de Mecklemburgo y el ámbar báltico del Eoceno/Oligoceno proporcionaron una fauna particularmente rica. Los Heteroptera encerrados en ámbar son en su mayoría especies terrestres; sin embargo, también se han identificado algunas formas de los subórdenes Nepomorpha y Gerromorpha, que viven principalmente en el agua. También se han encontrado playeros (Hydrometridae) en burmita del Cretácico superior (unos 100 millones de años) y en ámbar francés ligeramente más joven (Cenomaniano, 85 millones de años).

## Chinches acuáticas

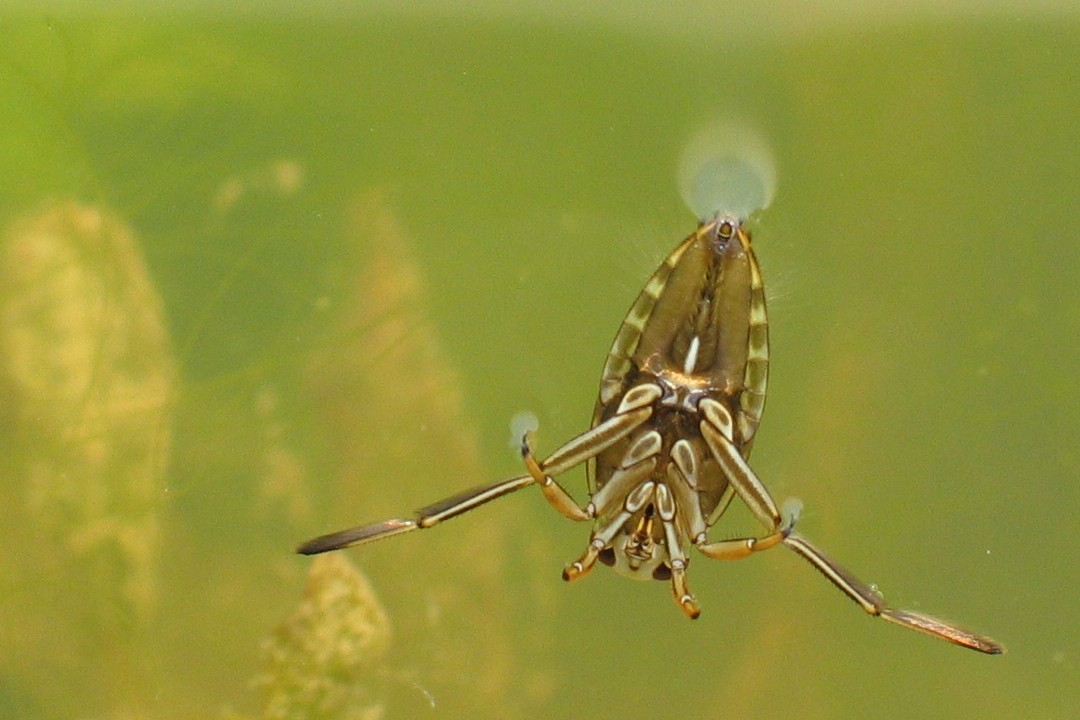
Notonectidae.

Son el nombre vulgar de numerosos hemípteros acuáticos, pertenecientes a los infraórdenes Gerromorpha y Nepomorpha. El último infraorden contiene los grupos que antes estaban en "Gymnocerata".

### Familias selectas
- Notonectidae
- Belostomatidae
- Nepidae - escorpiones de agua
- Corixidae
- Gerridae
- Veliidae